# Suffrage féminin en Belgique
 (novembre 2016).
Le suffrage féminin en Belgique et l’obtention du droit de vote par les femmes est le fruit d’une longue lutte dont l’origine remonte à l’indépendance du pays en 1830. La Constitution de 1831 ne prévoyait pas un droit de vote pour les femmes. Le mode d’élection étant le suffrage censitaire, peu de personnes y avaient accès. Des combats seront menés par des femmes durant la seconde moitié du XIXe siècle et le début du XXe siècle afin d’avoir le droit de voter. Après la Première Guerre mondiale, le droit de vote sera partiellement accordé à certaines d'entre elles. Cependant, il faudra attendre 1948 pour que toutes les femmes belges puissent avoir accès aux urnes.

## Prémices au droit de vote des femmes

### De 1831 à 1914
En 1831, la jeune Belgique indépendante se dote d’une Constitution. Son article 6 prévoit l’égalité des Belges. Cependant, seuls les citoyens payant le cens peuvent voter. Le suffrage censitaire prive la majorité de la population du droit de vote. Les femmes sont, quant à elles, totalement exclues de la vie politique. Cependant, certaines d’entre elles expriment la volonté d’un suffrage universel. Tel est par exemple le cas de Zoe Gatti de Gamond et de sa fille Isabelle Gatti de Gamond.
C’est ainsi que le Conseil national des femmes belges est créé en 1905, suivi en 1912 de la Ligue Catholique du Suffrage Féminin et en 1913 de la Fédération Belge pour le Suffrage Féminin. Les femmes continuent d’exiger le suffrage universel. Un congrès sur le sujet a lieu à Bruxelles en 1912 et un autre à Budapest un an plus tard.
Le combat des femmes en Belgique est moins violent que celui des suffragettes au Royaume-Uni. Les tensions liées au suffrage des femmes écartées en 1914 lorsque la Première Guerre mondiale éclate. Les femmes et les hommes se lient alors pour défendre le pays. Les femmes travaillent pendant que les hommes sont au front et organisent la résistance.

### L’après Première Guerre mondiale
Au sortir de la guerre, les débats relatifs au suffrage universel reprennent. Les socialistes et les libéraux réclament le suffrage universel masculin pur et simple. De grandes tensions vont se créer autour du suffrage féminin. Si les catholiques sont pour, les libéraux et socialistes s’y opposent. Ils ont peur que les femmes votent suivant les instructions de leur prêtre, soit catholique. Plus les débats avancent, plus les femmes font pression sur les parlementaires. Des conférences et des manifestations sont organisées dans tout le pays, des revues féministes sont créées, et de plus en plus de femmes entrent dans des ligues ou des associations défendant leurs droits.

#### La loi du 19 mai 1919
En 1919, un compromis est trouvé. La loi de 1919 instaure le suffrage universel masculin pur et simple. Les élections législatives de 1919 sont basées sur le principe « un homme, une voix ».
En outre, la loi de 1919 comporte un article 2 libellé comme suit :
« Sont également admises à voter lors du prochain renouvellement des Chambres législatives dans les mêmes conditions de nationalité, d’âge et de domicile :
1° Les veuves non remariées des militaires morts au cours de la guerre avant le 1er janvier 1919 et, à leur défaut, leurs mères, si celles-ci sont veuves, de même que les mères veuves des militaires célibataires ;
2° Les veuves non remariées de citoyens belges fusillés, ou tués à l’ennemi, au cours de la guerre et, à leur défaut, leurs mères, si celles-ci sont veuves, de même que les mères veuves de ces citoyens célibataires ;
3° Les femmes condamnées à la prison ou détenues préventivement au cours de l’occupation ennemie, pour des motifs d’ordre patriotique ».

#### L’année 1920
La loi du 15 avril 1920 accorde aux femmes le droit de voter aux élections communales. Sont cependant exclues les prostituées et les femmes adultères. Le 24 avril 1921 les femmes prennent part pour la première fois aux élections communales en tant qu’électrices et candidates. Pas moins de 2 millions de femmes font entendre leur voix pour la première fois et 196 d’entre elles sont élues.
La même année, les femmes se voient octroyer l’éligibilité à la Chambre des représentants et au Sénat.

#### La révision conditionnelle de 1921
En 1921, une révision constitutionnelle constitutionnalise la loi du 19 mai 1919. A l’époque, un nouvel article 47 de la Constitution précise que :
« Les députés à la Chambre des représentants sont élus directement par les citoyens âgés de 21 ans accomplis, domiciliés depuis six mois au moins dans la même commune et ne se trouvant pas dans un cas d’exclusion prévu par la loi. Chaque électeur n’a droit qu’à un vote. Une loi pourra, dans les mêmes conditions, attribuer le droit de vote aux femmes. Cette loi devra réunir au moins les deux tiers des suffrages ». Par ailleurs, une disposition transitoire est assortie à ce nouvel article 47. Disposition transitoire : « Sont admises au droit de suffrage concurremment avec les citoyens visés à l’article 47 de la Constitution, les femmes qui, réunissant les conditions prescrites par cet article, appartiennent à l’une des catégories énoncées dans l’article 2 de la loi du 19 mai 1919 ».

## À la sortie de laSeconde Guerre mondiale

### Dépôt de propositions de lois
Au lendemain de la deuxième guerre mondiale, en août 1945, deux propositions de loi sont déposées à la Chambre de représentants en vue d’accorder le droit de vote aux femmes dans les mêmes conditions d’âge, de nationalité et de domicile que les hommes. Les deux auteurs de ces propositions sont le démocrate-chrétien Henry Carton de Wiart et la communiste Alice Degeer-Adère. Les propositions recevront un accueil favorable de la part de la Chambre des représentants mais n’iront pas jusqu’au vote en raison de la dissolution des Chambres. Le 11 juin 1946, Henri Carton de Wiart dépose à nouveau une proposition de loi allant dans le même sens que celles de 1945.

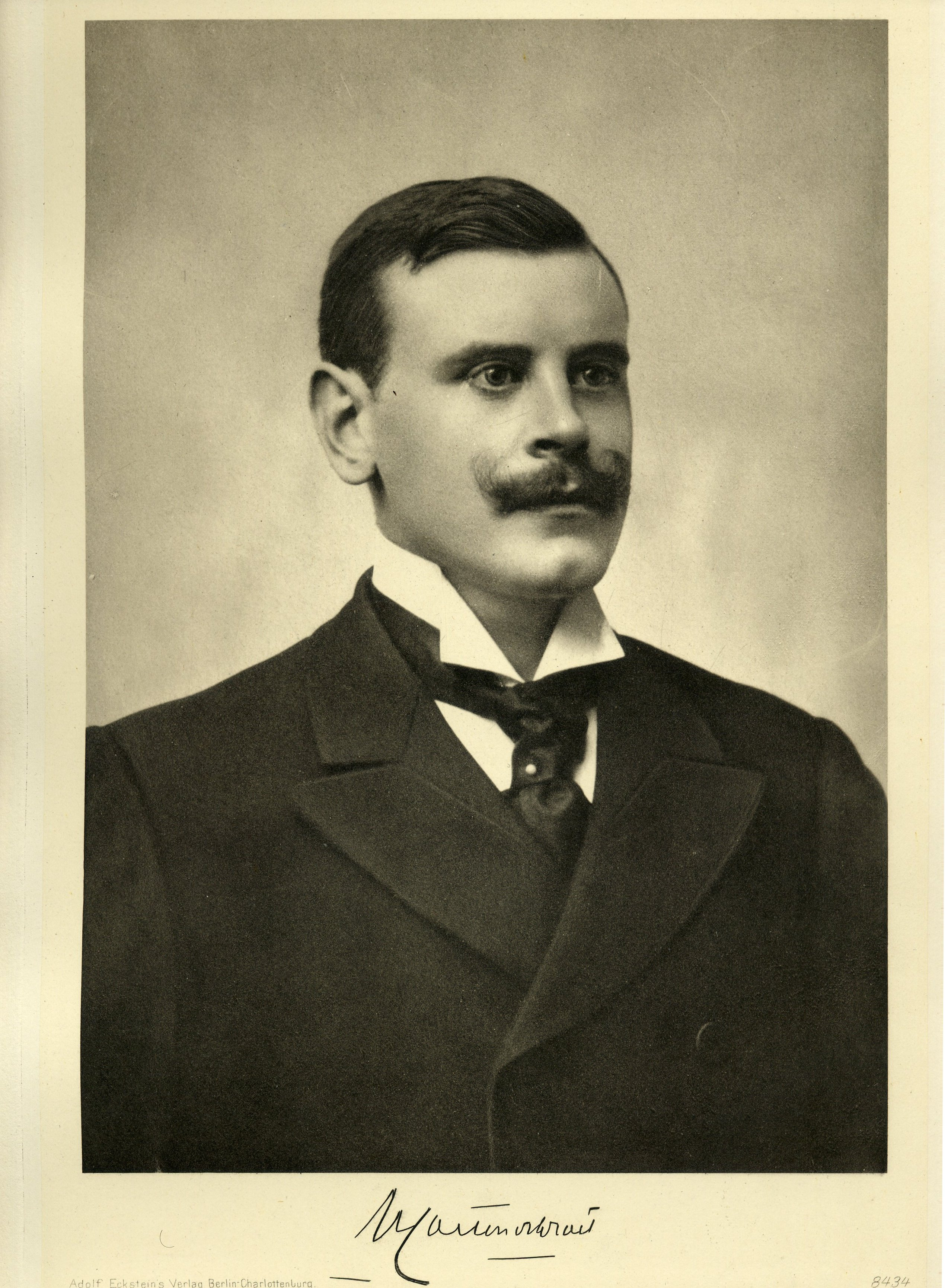
Henri Carton de Wiart.

### Ratio legisde ces propositions
A l’époque, trois arguments sont avancés pour justifier l’octroi du droit de vote aux femmes. Tout d’abord, de nombreux pays démocratiques ont déjà accordé le droit de vote aux femmes. Tel est le cas du Royaume-Uni, des Pays-Bas, de l’Allemagne, de l’Autriche,…en 1918. De plus, les femmes ont été très actives durant la guerre, surtout dans « la résistance à l’ennemi, dans les épreuves et sacrifices de guerre ». Enfin, dans un rapport datant du 16 octobre 1945, Isabelle Blume-Grégoire affirmait « […] qu’il n’est pas de véritable démocratie sans l’égalité des citoyens […] ».

### Une classe politique divisée
De manière générale, personne n’est opposé à ce que les femmes obtiennent le droit de vote en 1945. Cependant les discussions vont s’attarder sur la question de la date de mise en œuvre de la loi. En 1945, une autre problématique secoue la Belgique : la Question royale. Le Roi Léopold III se trouve toujours dans l’impossibilité de régner et n’est pas rentré en Belgique. La société belge est divisée : le Parti Social-Chrétien est favorable à la levée de l’impossibilité de régner alors que les libéraux et les socialistes sont contre. Les catholiques aimeraient que la loi soit directement effective. En permettant aux femmes de voter, ils espèrent avoir suffisamment de voix pour obtenir la majorité nécessaire afin de lever l’impossibilité de régner du Roi. Les Partis Socialiste et Libéral pensent quant à eux qu’il est préférable de régler d’abord la Question royale et puis d’accorder le droit de vote aux femmes.

### Séance du 19 février 1948
Lors de la séance à la Chambre des représentants du 19 février 1948, la proposition de loi attribuant le droit de vote aux femmes pour les Chambres législatives est proposé à un vote nominal. 185 membres prendront part à ce vote, 182 voteront positivement. Seuls Messieurs Jacques, Van Walleghem et Rongvaux s’y opposeront.

### Élections législatives de 1949
Lors des élections législatives du 26 juin 1949, les femmes votent pour la première fois dans les mêmes conditions d’âge, de nationalité et de domicile que les hommes. Alors que le nombre d’électeurs inscrits lors des élections législatives du 17 février 1946 était de 2 724 796, celui-ci s’élève à 5 635 452 en 1949.
Quant aux résultats, lors des élections de 1946, le Parti Social-Chrétien (PSC/CVP) est en tête avec 42,54% des suffrages exprimés et obtient 92 sièges à la Chambre des représentants. Le Parti Socialise occupe la deuxième place avec 31, 57 % des votes en sa faveur et 66 sièges à la Chambre des représentants. Le Parti Libéral se trouve en troisième place avec 8, 93 % des suffrages et obtenant 16 sièges à la Chambre des représentants. Lors des élections législatives de juin 1949, le PSC/CVP est toujours en tête avec 43.55 % des suffrages exprimés en sa faveur (soit 1,01% de voix de plus qu’en 1946) et occupe désormais 105 sièges à la Chambre des représentants (soit 13 de plus qu’en 1946). Quant aux Partis Socialiste et Libéral, ceux-ci occupent respectivement les deuxième et troisième place du classement. Le Parti Socialiste récolte 29, 75 % des voix (soit un recul de 1, 82% par rapport à 1946) et maintient son nombre de sièges à la Chambre des représentants à 16. Le Parti Libéral quant à lui obtient 15.25 % des suffrages, soit une avancée de 6, 32 % et gagne 13 sièges à la Chambre des représentants.

## Représentativité des femmes
L’octroi du droit de vote à toutes les femmes en 1948 n’a pas provoqué pour autant la féminisation des assemblées législatives et du gouvernement. Lors des élections législatives de 1949, sur 212 députés, six sont des femmes. Il faudra attendre 1965 pour que Marguerite De Riemaecker-Legot soit la première femme nommée Ministre et 1985 pour que Miet Smet soit la première femme Secrétaire d’Etat.
Pour que le nombre de femmes au sein des assemblées législatives augmente sensiblement, il faudra attendre 1974. Lors des élections parlementaire de cette année, une grande campagne « Votez femme » est lancée. Elle sera très efficace car en 1974, la proportion du nombre de députés femmes passe de 2,8% à 6,6%. Durant les années 1980, le nombre de femmes au sein des assemblées législatives diminue. Il faudra attendre 1991 pour qu’une vingtaine de femmes siègent à la Chambre de représentants. Durant les années 1990, le nombre de femmes au sein des assemblées législatives ne cesse de croître. En 2003, plus de 30 % des parlementaires sont des femmes.
En 1994, la loi Smet-Tobback limite la présence des candidats de même sexe à deux tiers sur une liste électorale. Par la suite, les lois « sur les quotas et la parité » vont obliger les partis politiques à composer leurs listes électorales de manière paritaire. De plus, les deux premières places des listes devront être occupées respectivement par une femme et un homme.
En 2002, l’égalité entre les hommes et les femmes est consacrée par l’article 10 la Constitution. De plus, le législateur doit favoriser l’accès des femmes aux mandats effectifs et publics.